# Pierre Violet-Marty
Pour les articles homonymes, voir Violet (homonymie).
Pierre Violet-Marty, né à Thuir (Pyrénées-Orientales) le 3 octobre 1894 et mort pour la France dans un combat aérien à Nouillonpont (Meuse) le 27 décembre 1916, est un adjudant et aviateur français. Il est affecté à l'escadrille 57 (en).  Il est un as de la guerre 14-18 avec 5 victoires homologuées.
Pierre Violet-Marty figure au Tableau d'honneur de la Grande Guerre, sous le nom de Pierre Violet.
Affecté à l'escadrille 57 depuis le 29 septembre 1916, il pilotait un Nieuport 17 sur lequel il avait choisi de poser comme insigne personnel un drapeau catalan, en souvenir de ses origines.

## Distinctions
- Croix de guerre